# Спортивное рыболовство
Спорти́вное рыболо́вство — это спортивная деятельность, сопряжённая с изъятием или без изъятия из среды обитания водных биоресурсов, основанная на принципе соревновательности и реализуемая по специальным правилам. Этот вид деятельности является разновидностью рекреационного рыболовства, который помимо спортивного рыболовства включает любительское рыболовство и рыболовный туризм. В законодательстве ряда стран «спортивное рыболовство» (sport fishing) рассматривается достаточно широко и может считаться синонимом «рекреационному рыболовству».
Вылов рыбы спортивными снастями (удочками, спиннингами и др.), как вид активного отдыха, практикуется как спорт или хобби. Издавна имеет сторонников. Нередко спортивные рыболовы объединяются в клубы, которые проводят регулярные соревнования. До 1917 года во многих городах России существовали различные рыболовные общества спортивно-товарищеского характера. В СССР любители спортивного рыболовства были объединены в районные Отдел-секции Украинского общества охотников и рыболовов (на 1 января 1962—400 с 250 000 человек).
Спортивное рыболовство является экологически исправленной производной рыболовства, как вида развлечения. Философия этого вида спорта состоит в популяризации принципа «поймал-отпустил» и бережного отношения к рыбе, без нанесения ущерба и оказания необходимой помощи по потребности.
Спортивное рыболовство практикуется на морях, реках и озёрах.
В некоторых странах, (например, в Бразилии), приобрёл широкую популярность принцип в спортивном рыболовстве «поймал-заплатил», предусматривающий внесение фиксированной стоимости за каждый пойманный экземпляр в кассу спортивного объединения.
Одной из самых популярных техник спортивного рыболовства является ловля на поклёвку (или французская ловля), которая применяет только прямое удилище, леску, поплавок, крючок и вспомогательные элементы монтажа. Среди других широко используемых техник известны такие, как «английская ловля», «на волоске» — для карпа, спиннинг, блеснение, донная ловля, прямая ловля, с лодки.
Разновидность рыболовного спорта, представляющая собой соревнования по технике владения рыболовными снастями, называется ка́стинг.

## Чемпионаты мира
- en:World Freshwater Angling Championships
- en:World Fly Fishing Championships